# باشگاه فوتبال پیکان
باشگاه فوتبال پیکان یک باشگاه فوتبال در شهر تهران، ایران است و از باشگاه‌های زیر مجموعه مؤسسه فرهنگی ورزشی ایران‌خودرو محسوب میشود. این باشگاه هم‌اکنون در لیگ برتر خلیج فارس حضور دارد.

## پیشینه

### دوران پهلوی

پیکان قهرمان جام باشگاه‌های تهران ۱۳۴۸

در سالهای قبل از سال ۱۳۴۵ که تیم شاهین تهران فعال بود، محمود خیامی (مدیرعامل وقت ایران ناسیونال) یکی از هوادارهای این تیم بود که بعد از منحل شدن تیم شاهین، وی تصمیم گرفت با بودجه خود این تیم را اداره کند اما بازیکنان شاهین به تیم پرسپولیس رفتند و محمد خیامی با قائم مقامی و رضا افشار که از مدیران ورزش آن دوران بودند پیشنهاد ایجاد باشگاه را مطرح کردو باشگاه پیکان در سال ۱۳۴۶ بنیان‌گذاری شد.
هدف اصلی تشکیل مجموعه ورزشی پیکان، توسعه سلامتی کارکنان مجموعه صنعتی ایران خودرو بود.
با پیشنهاد محمود خیامی تپه‌ای که محل جمع‌آوری ضایعات کارخانه و اطراف پارک چیتگر به زمین فوتبال تبدیل گردید و بعد از آن تیم فوتبال پیکان تشکیل گردید. این رشته در باشگاه با آمدن افراد حرفه‌ای نقش پررنگ تری به خود گرفت.
در سال ۱۳۴۷ این تیم قهرمان لیگ منطقه‌ای ایران شد. پیکان سهمیهٔ باشگاه پرسپولیس را در سال ۱۳۴۸ خرید و به جای تیم پرسپولیس بازی کرد. پرسپولیس تمامی بازیکنانش را به مدت یک سال به صورت قرضی به پیکان داد. در همان سال پیکان قهرمان جام باشگاه‌های تهران شد. سرمربی پیکان در آن سال را الن راجرز که در سال بعد به تیم فوتبال پرسپولیس پیوست بر عهده داشت. پیکان در سال ۱۳۴۹ به دلیل اختلاف میان مدیران باشگاه و بازیکنان منحل شد و بیشتر بازیکنان به تیم پرسپولیس بازگشتند.

### پس از انقلاب ۱۳۵۷

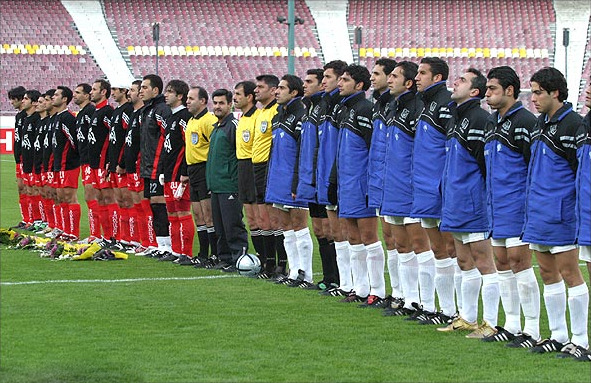
تیم فوتبال پیکان در هجدهمین هفته لیگ برتر ۲۰۰۵ فوتبال ایران در برابر پرسپولیس.

باشگاه پیکان تا سال ۱۳۷۹ هیچ تیم فوتبالی نداشت اما بعد از ۳۰ سال با خریدن سهام باشگاه فوتبال بهمن این تیم دوباره به دسته اول بازگشت. در آن زمان اعضای تیم بهمن حفظ شدند اما مربیان تغییر کردند.
این تیم در سال ۱۳۸۷ به شهر قزوین منتقل شد و در سال ۱۳۹۰ به دلیل مشکل مالی و نبود زیرساخت در آن شهر، به تهران بازگشت.
این تیم توانست در لیگ آزادگان ۹۱–۱۳۹۰ و لیگ آزادگان ۹۵–۱۳۹۴ به قهرمانی برسد. در جام شهدا ۱۳۹۳ نیز به مقام سومی رسید.

## ورزشگاه و دارایی‌ها
زمانی که پیکان در تهران بود، بازی‌هایش را در ورزشگاه خانگی خود با نام ورزشگاه ایران‌خودرو انجام می‌داد. پس از انتقال به قزوین، آنان بازی‌هایشان را در ورزشگاه شهید رجائی برگزار کردند. هم‌اکنون پس از بازگشت به تهران در ورزشگاه دستگردی تهران بازی‌هایشان را انجام می‌دهند. البته این باشگاه تجربه میزبانی از حریفان خود در ورزشگاه شهدای شهرقدس و ورزشگاه انقلاب کرج را نیز دارد.

## انتقال به قزوین
این تیم در سال ۱۳۸۷ به شهر قزوین منتقل شد و در سال ۱۳۹۰ به دلیل مشکل مالی و نبود زیرساخت در آن شهر، به تهران بازگشت.

## بازیکنان

### بازیکنان کنونی
فهرست زیر، بازیکنان کنونی باشگاه فوتبال پیکان را نشان می‌دهد. 
| شماره |       | پست       | بازیکن           |
| ----- | ----- | --------- | ---------------- |
| ۱     | ایران | دروازه‌بان | احمد گوهری       |
| ۴     | ایران | مدافع     | بهزاد سلامی      |
| ۵     | ایران | مدافع     | میلاد باقری      |
| ۶     | ایران | هافبک     | منصور باقری      |
| ۸     | ایران | هافبک     | مهدی نجفی        |
| ۹     | ایران | هافبک     | فراز امام‌علی     |
| ۱۰    | ایران | هافبک     | سجاد جعفری       |
| ۱۱    | ایران | مهاجم     | فرید امیری       |
| ۱۲    | ایران | مدافع     | میثم تیموری      |
| ۱۴    | ایران | مدافع     | شاهین توکلی      |
| ۱۸    | ایران | مدافع     | امیرعلی مددی‌زاده |
| ۲۲    | ایران | دروازه‌بان | عرفان اسفندیاری  |

| شماره |       | پست   | بازیکن           |
| ----- | ----- | ----- | ---------------- |
| ۲۳    | ایران | هافبک | محسن آذرباد      |
| ۲۷    | ایران | مدافع | محمدعلی فرامرزی  |
| ۲۸    | ایران | هافبک | نیما انتظاری     |
| ۶۶    | ایران | هافبک | علی‌اصغر صادقی‌نسب |
| ۷۷    | ایران | مهاجم | عرفان جمشیدی     |
| ۸۰    | ایران | مهاجم | افشین صادقی      |
| ۸۱    | ایران | هافبک | امید فهمی        |
| ۹۰    | ایران | مهاجم | کسری طاهری       |
| ۹۸    | ایران | مهاجم | محمد پورمحمدی    |
|       | ایران | هافبک | صابر حردانی      |
|       | ایران | مهاجم | مرتضی تبریزی     |

### بازیکنان برجسته
| - همایون بهزادی - علی پروین - علی‌اصغر مدیرروستا - اسماعیل حلالی - رضا نوروزی - آرش برهانی - خسرو حیدری - سیدمهدی رحمتی - محمد نوری - محمدرضا طهماسبی - سیامک نعمتی - جی‌لوید ساموئل - تاریبو وست | - ابراهیم آشتیانی - حسین کلانی - ابراهیم میرزاپور - رحمان رضایی - افشین پیروانی - رضا شاهرودی - علیرضا نیکبخت - ایمان مبعلی - مهرداد پولادی - شهریار مغانلو - سیاوش یزدانی - ابراهیم توره - گادوین منشا |

### بازیکنان خارجی
فهرست بازیکنان خارجی باشگاه فوتبال پیکان تهران شامل بازیکنانی می‌شود که با تابعیت غیر ایرانی برای باشگاه فوتبال پیکان بازی کرده‌اند.
| ردیف | نام                  | کشور             | پست       | دوران بازی | بازی | گل |
| ---- | -------------------- | ---------------- | --------- | ---------- | ---- | -- |
| ۱    | رامیز محمدوف         | جمهوری آذربایجان | مدافع     | ۱۳۸۰–۱۳۸۲  | ؟    | ؟  |
| ۲    | مشفق حسینوف          | جمهوری آذربایجان | مهاجم     | ۱۳۸۰–۱۳۸۱  | ؟    | ؟  |
| ۳    | میگل بارتو           | آرژانتین         | مهاجم     | ۱۳۸۵       | ؟    | ؟  |
| ۴    | تاریبو وست           | نیجریه           | مدافع     | ۱۳۸۶       | ۰    | ۰  |
| ۵    | رونی کوکل            | آلمان            | دروازه‌بان | ۱۳۸۶–۱۳۸۷  | ۸    | ۰  |
| ۶    | ابراهیم توره         | سنگال            | مهاجم     | ۱۳۸۶–۱۳۸۷  | ۲۱   | ۱۳ |
| ۷    | گیوم انکندو          | کامرون           | مهاجم     | ۱۳۸۶–۱۳۸۷  | ۲۰   | ۴  |
| ۸    | کریستین کاروالیو     | برزیل            | مهاجم     | ۱۳۸۷–۱۳۸۸  | ؟    | ؟  |
| ۹    | لوئیز کارلوس         | برزیل            | مدافع     | ۱۳۸۸–۱۳۸۹  | ۱۷   | ۳  |
| ۱۰   | مارسلو دی فاریا      | برزیل            | مهاجم     | ۱۳۸۸–۱۳۸۹  | ؟    | ؟  |
| ۱۱   | آلتامیر هیتر مارتینس | برزیل            | مدافع     | ۱۳۸۸–۱۳۸۹  | ۲    | ۰  |
| ۱۲   | ژاک الونگ الونگ      | کامرون           | هافبک     | ۱۳۸۹–۱۳۹۱  | ۱۴   | ۲  |
| ۱۳   | زولتان هارشانی       | اسلواکی          | مهاجم     | ۱۳۸۹–۱۳۹۰  | ۷    | ۱  |
| ۱۴   | ژونیور               | برزیل            | هافبک     | ۱۳۸۹–۱۳۹۱  | ۴۰   | ۱۰ |
| ۱۵   | صالح سدیر            | عراق             | هافبک     | ۱۳۹۰–۱۳۹۱  | ۱۲   | ۲  |
| ۱۶   | گریگور ملیکستیان     | ارمنستان         | دروازه‌بان | ۱۳۹۰–۱۳۹۱  | ۱۳   | ۰  |
| ۱۷   | ارن سن               | آلمان            | هافبک     | ۱۳۹۰–۱۳۹۱  | ؟    | ؟  |
| ۱۸   | فابیو کاروالیو       | برزیل            | دروازه‌بان | ۱۳۹۱–۱۳۹۲  | ۲۹   | ۰  |
| ۱۹   | دیه‌گو بندیتو         | برزیل            | مدافع     | ۱۳۹۱–۱۳۹۲  | ۱    | ۰  |
| ۲۰   | سرمد عبدالرحمان حسین | عراق             | هافبک     | ۱۳۹۱–۱۳۹۲  | ؟    | ؟  |
| ۲۱   | فریرا                | برزیل            | مهاجم     | ۱۳۹۱–۱۳۹۲  | ۱۶   | ۲  |
| ۲۲   | ماته اترویچ          | کرواسی           | مهاجم     | ۱۳۹۳       | ۱۱   | ۱  |
| ۲۳   | جی‌لوید ساموئل        | انگلستان         | مدافع     | ۱۳۹۳–۱۳۹۴  | ۲۷   | ۰  |
| ۲۴   | دودو                 | برزیل            | هافبک     | ۱۳۹۳–۱۳۹۴  | ۹    | ۰  |
| ۲۵   | معمر سوراکا          | بوسنی و هرزگوین  | هافبک     | ۱۳۹۳–۱۳۹۴  | ۱۲   | ۱  |
| ۲۶   | اویبک کیلیچف         | ازبکستان         | هافبک     | ۱۳۹۳–۱۳۹۴  | ۱۳   | ۰  |
| ۲۷   | هالیسون              | برزیل            | مدافع     | ۱۳۹۵–۱۳۹۶  | ۳    | ۰  |
| ۲۸   | لوون هایراپتیان      | ارمنستان         | مدافع     | ۱۳۹۵–۱۳۹۶  | ۱۶   | ۰  |
| ۲۹   | جرمی مانزورو         | فرانسه           | هافبک     | ۱۳۹۵–۱۳۹۶  | ۱    | ۰  |
| ۳۰   | فیصل شایسته          | افغانستان        | هافبک     | ۱۳۹۵–۱۳۹۶  | ۱    | ۰  |
| ۳۱   | گادوین منشا          | نیجریه           | مهاجم     | ۱۳۹۵–۱۳۹۶  | ۲۷   | ۱۶ |
| ۳۲   | ازکیل باسی           | نیجریه           | هافبک     | ۱۳۹۶–۱۳۹۷  | ۳    | ۰  |
| ۳۳   | آرفنگ دافه           | سنگال            | مهاجم     | ۱۳۹۶–۱۳۹۷  | ۲۱   | ۱  |
| ۳۴   | کنت انگووکه          | نیجریه           | مهاجم     | ۱۳۹۶–۱۳۹۷  | ۱۶   | ۲  |
| ۳۵   | مارکو ووکچویچ        | مونته‌نگرو        | هافبک     | ۱۳۹۷–۱۳۹۸  | ۱۰   | ۰  |
| ۳۶   | مگنو باتیستا         | برزیل            | هافبک     | ۱۳۹۸–۱۳۹۹  | ۲۵   | ۰  |
| ۳۷   | آرام هایراپتیان      | ارمنستان         | دروازه‌بان | ۱۳۹۸–۱۳۹۹  | ۱۱   | ۰  |
| ۳۸   | تیتو اوکلو           | سودان جنوبی      | مهاجم     | ۱۴۰۰–۱۴۰۲  | ۲۰   | ۱  |
| ۳۹   | شیرزاد تمیروف        | ازبکستان         | مهاجم     | ۱۴۰۱–۱۴۰۲  | ۲۵   | ۲  |

- بازیکنانی که نامشان پررنگ نوشته شده، حداقل در یکی از رده‌های ملی کشورشان حضور داشته‌اند.

## مربیان

### کادر فنی کنونی
| نام                  | سمت            |
| -------------------- | -------------- |
| سعید دقیقی           | سرمربی         |
| –                    | مربی           |
| میثم رضاپور          | مربی           |
| پژمان مقدمی          | آنالیزور       |
| محمد رضا امین صنایعی | مربی دروازه‌بان |
| اشکان مهرعلی         | آنالیزور       |
| محمدرضا خدادادی      | بدنساز         |
| سید علیرضا میرکریمی  | پزشک           |

### مربیان پیشین
| نام               | دوران مربیگری |
| ----------------- | ------------- |
| آلن راجرز         | ۱۳۴۹–۱۳۴۸     |
| حمید علیدوستی     | ۱۳۸۱–۱۳۷۹     |
| بیژن ذوالفقارنسب  | ۱۳۸۲–۱۳۸۱     |
| همایون شاهرخی     | ۱۳۸۳–۱۳۸۲     |
| محمد مایلی‌کهن     | ۱۳۸۵–۱۳۸۴     |
| فرهاد کاظمی       | ۱۳۸۵          |
| سامول داربینیان   | ۱۳۸۷–۱۳۸۵     |
| علی‌اصغر مدیرروستا | ۱۳۸۸–۱۳۸۷     |
| حمید درخشان       | ۱۳۸۹–۱۳۸۸     |
| محمد احمدزاده     | ۱۳۹۰–۱۳۸۹     |
| فرهاد کاظمی       | ۱۳۹۱–۱۳۹۰     |
| عبدالله ویسی      | ۱۳۹۱          |
| فیروز کریمی       | ۱۳۹۲–۱۳۹۱     |
| فرهاد کاظمی       | ۱۳۹۳–۱۳۹۲     |
| منصور ابراهیم‌زاده | ۱۳۹۳          |
| عبدالصمد مرفاوی   | ۱۳۹۴–۱۳۹۳     |
| علیرضا مرزبان     | ۱۳۹۵–۱۳۹۴     |
| مجید جلالی        | ۱۳۹۷–۱۳۹۵     |
| حسین فرکی         | ۱۳۹۸–۱۳۹۷     |
| عبدالله ویسی      | ۱۳۹۹–۱۳۹۸     |
| مهدی تارتار       | ۱۴۰۰–۱۳۹۹     |
| مجتبی حسینی       | ۱۴۰۲–۱۴۰۰     |
| رسول خطیبی        | ۱۴۰۲          |
| غلام‌رضا عنایتی    | ۱۴۰۳–۱۴۰۲     |
| امیدرضا روانخواه  | ۱۴۰۳          |
| سیروس دین‌محمدی    | ۱۴۰۴–۱۴۰۳     |
| سعید دقیقی        | –۱۴۰۴         |

## نشان‌واره‌ها

۱۴۰۴–۱۳۷۹
اکنون–۱۴۰۴

## افتخارات
- جام قهرمانی فوتبال ایران

 قهرمان (۱): ۱۳۴۸
- لیگ آزادگان

 قهرمان (۲): ۱۳۹۱–۱۳۹۰، ۱۳۹۵–۱۳۹۴
 نایب قهرمان (۲): ۸۵–۱۳۸۴، ۰۴–۱۴۰۳
- جام شهدا

 مقام سوم (۱): ۱۳۹۳
- جام باشگاه‌های تهران[۵]

 قهرمان (۱): ۱۳۴۸

### عمومی
- «آشنایی با باشگاه پیکان». همشهری‌آنلاین. بایگانی‌شده از اصلی در ۶ آوریل ۲۰۰۹. دریافت‌شده در ۲ آوریل ۲۰۰۹.

### ویژه
1. ↑  «بازی فینال باشگاه فوتبال پیکان». مؤسسه فرهنگی ورزشی ایران خودرو. بایگانی‌شده از اصلی در ۲۸ آوریل ۲۰۱۲. دریافت‌شده در ۴ اردیبهشت ۱۳۹۱.
2. ↑  «باشگاه فوتبال پیکان | معرفی و و تاریخچه باشگاه فوتبال پیکان». web.archive.org. ۲۰۲۳-۰۲-۰۷. بایگانی‌شده از اصلی در ۷ فوریه ۲۰۲۳. دریافت‌شده در ۲۰۲۴-۰۲-۲۱.
3. ↑  «.. :: Cultural and sports clubs Paykan .. باشگاه فرهنگی ورزشی پیکان ::.. :: تاریخچه فوتبال پیکان ::.». ikcosport.com. بایگانی‌شده از اصلی در ۲۰ دسامبر ۲۰۲۱. دریافت‌شده در ۲۰۲۱-۱۲-۲۰.
4. ↑  «تاریبو وست به تیم فوتبال پیکان پیوست». خبرگزاری مهر | اخبار ایران و جهان | Mehr News Agency. ۲۰۰۷-۰۸-۱۸. دریافت‌شده در ۲۰۲۳-۰۷-۱۱.
5. ↑  صداقت، فرهاد (شهریور ۱۳۸۱)، ۳۴ سال با پرسپولیس (از سال ۴۷ تا سال ۸۱)، تبریز، ص. ص۸۵، شابک ۹۶۴-۰۶-۱۶۹۳-۱